# Taras Mihalik
Taras Volodimirovici Mihalik (ucraineană: Тарас Володимирович Михалик), (n. 28 octombrie 1983, Liubeșov, Ucraina) este un fotbalist aflat sub contract cu Dinamo Kiev.